# Gli interpreti
(Prima parte, Capitolo I)
Gli interpreti (titolo originale The Interpreters) è il primo romanzo di Wole Soyinka. Fu pubblicato nel 1965 dall'editore Collins di Londra e successivamente tradotto in numerose lingue; in Italia fu pubblicato nel 1979 a Milano da Jaca book nella traduzione di Carla Muschio Sepe.
Il romanzo narra la storia di cinque giovani che, dopo aver studiato all'estero, rientrano in patria e vivono le problematiche e i tormenti della Nigeria postcoloniale.